# Elezioni generali in Perù del 2001
Le elezioni generali in Perù del 2001 si tennero l'8 aprile (primo turno) e il 3 giugno (secondo turno) per l'elezione del Presidente e il rinnovo del Congresso della Repubblica.
Si trattò delle prime elezioni libere dopo la dittatura del presidente Alberto Fujimori; le elezioni presidenziali videro la vittoria di Alejandro Toledo (primo indios eletto alla massima carica in Perù).

## Risultati

### Elezioni presidenziali
| Candidati                          | Partiti                                    | I turno    | I turno | II turno   | II turno |
| Candidati                          | Partiti                                    | Voti       | %       | Voti       | %        |
| ---------------------------------- | ------------------------------------------ | ---------- | ------- | ---------- | -------- |
| Alejandro Toledo                   | Perù Possibile                             | 3 871 167  | 36,51   | 5 548 556  | 53,08    |
| Alan García Pérez                  | Alleanza Popolare Rivoluzionaria Americana | 2 732 857  | 25,78   | 4 904 929  | 46,92    |
| Lourdes Flores                     | Unità Nazionale (PPC - PSN - RN - CR)      | 2 576 653  | 24,30   |            |          |
| Luis Fernando Olivera Vega         | Fronte Indipendente Moralizzatore          | 1 044 207  | 9,85    |            |          |
| Carlos Alberto Boloña Behr         | Soluzione Popolare                         | 179 243    | 1,69    |            |          |
| Ciro Alfredo Gálvez Herrera        | Rinascimento Andino                        | 85 436     | 0,81    |            |          |
| Marco Antonio Arrunátegui Cevallos | Progetto Paese                             | 79 077     | 0,75    |            |          |
| Ricardo Noriega Salaverry          | Tutti per la Vittoria                      | 33 080     | 0,31    |            |          |
| Totale                             | Totale                                     | 10 601 720 | 100     | 10 453 485 | 100      |

### Elezioni parlamentari
| Liste                                      | Voti      | %     | Seggi |
| ------------------------------------------ | --------- | ----- | ----- |
| Perù Possibile                             | 2 477 624 | 26,30 | 45    |
| Alleanza Popolare Rivoluzionaria Americana | 1 857 416 | 19,71 | 26    |
| Unità Nazionale (PPC - PSN - RN - CR)      | 1 304 037 | 13,84 | 17    |
| Fronte Indipendente Moralizzatore          | 1 034 672 | 10,98 | 11    |
| Somos Perú                                 | 544 193   | 5,78  | 4     |
| Cambio 90                                  | 452 696   | 4,80  | 3     |
| Azione Popolare                            | 393 433   | 4,18  | 3     |
| Unione per il Perù                         | 390 236   | 4,14  | 6     |
| Soluzione Popolare                         | 336 680   | 3,57  | 1     |
| Tutti per la Vittoria                      | 191 179   | 2,03  | 1     |
| Fronte Popolare Agricolo del Perù          | 156 264   | 1,66  | –     |
| Progetto Paese                             | 155 572   | 1,65  | –     |
| Rinascimento Andino                        | 127 707   | 1,36  | 1     |
| Totale                                     | 9 421 709 | 100   | 120   |

## Principali candidature
- Alejandro Toledo. Economista, candidato del movimento di Centro Perù Possibile, già candidato nel 2000 alle elezioni presidenziali ma è stato sconfitto a seguito di uno scrutinio controverso con oltre il 30% di schede nulle e bianche. Al primo turno ha ottenuto il 36,51% dei voti arrivando primo.
- Alan García. Sociologo, candidato del partito di sinistra APRA. Già presidente della repubblica tra il 1985 e il 1990, il suo governo si è concluso con una grave crisi economica che ha costretto García a chiedere asilo politico prima in Colombia e poi in Francia. A seguito della caduta del regime di Alberto Fujimori è ritornato in Perù promettendo di rivedere il sistema neoliberale del paese. García è stato protagonista di una grandiosa rimonta che lo ha consentito di andare al ballottaggio contro Toledo con il 25,8% superando la cristiano-democratica Flores.
- Lourdes Flores Nano. Avvocata, militante del Partido Popular Cristiano e candidata della coalizione cristiano sociale Unidad Nacional. Nel 2000 aveva sostenuto Alejandro Toledo contro Fujimori ma pose fine subito all'alleanza subito dopo il ritiro di Toledo al ballottaggio. Nel 2001 si è presentata come candidata democristiana indipendente sia dalla sinistra aprista che al centrismo liberale di Toledo. Al primo turno ha ottenuto il 24,3% dei voti ed è stata superata di poco da García. Al secondo turno ha invitato al suo elettorato di votare scheda bianca.

## Campagna elettorale
La campagna elettorale iniziò non appena il presidente Alberto Fujimori dichiarò le proprie dimissioni dalla più alta carica dello Stato Peruviano ed è subentrato come presidente ad interim il centrista di opposizione Valentín Paniagua membro del partito Azione Popolare di tendenza centrista e liberale.
Il principale leader dell'opposizione era il moderato di centro-sinistra Alejandro Toledo che propose un'alleanza che comprendesse tutta la opposizione al regime di Fujimori ma tale proposta non venne accettata né dall'Alleanza Popolare Rivoluzionaria Americana, socialdemocratico, né dall'Unidad Nacional la coalizione democristiana guidata dal Partito Popolare Cristiano. Subito dopo le dimissioni del governo fujimoriano l'ex presidente aprista Alan García (1985-1990) poté ritornare dall'esilio forzato in Francia subito negli ultimi anni per la sua opposizione al governo autoritario ma anche per presunti indagini giudiziarie condotte su aspetti controversi avvenuti durante la sua presidenza. García si è presentato come uomo della sinistra che avrebbe ripensato tutto il sistema neoliberista peruviano scatenando i timori dell'establishment finanziario del paese.
Al primo turno risultano vincitori il leader centrista Toledo ed il leader aprista García nonostante tutta la campagna elettorale fosse in svantaggio rispetto a Flores. Il ballottaggio è stato vinto da Toledo.